# مارسيل بلاك
مارسيل بلاك (بالإنجليزية: Marcel Black)‏ هو محامي وسياسي أمريكي، ولد في 25 مارس 1951. حزبياً، نشط في الحزب الديمقراطي. وقد انتخب عضو مجلس نواب ألاباما.